# 何燮 (嘉慶進士)
何燮，字理堂，號調元，贵州平壩人，清朝政治人物、同進士出身。
嘉慶二十二年（1817年）丁丑科進士，三甲九十三名，官貴州黎平府教授。